# Carla Sehn

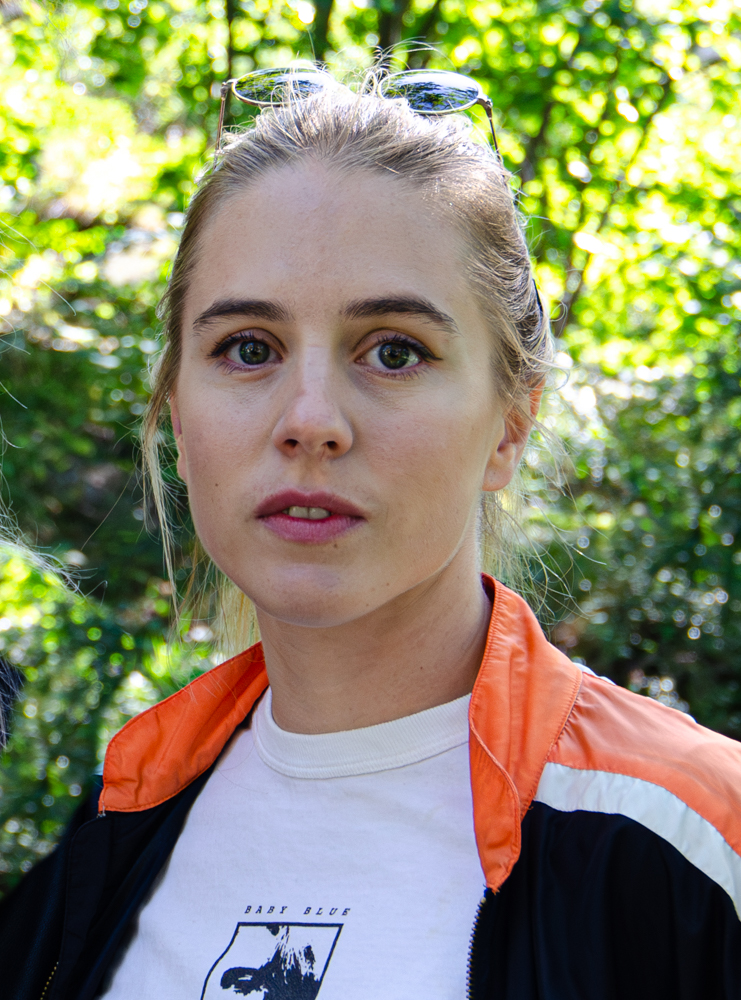
Carla Sehn, 2023

Carla Sehn (* 1. August 1994 in Stockholm) ist eine schwedische Schauspielerin.

## Leben
Carla Sehn schloss im Frühjahr 2019 ihr Studium an der Stockholmer Kunsthochschule (SKH) ab. Bereits während ihrer Ausbildung erhielt sie den Preis für die beste Darstellerin beim schwedischen Kurzfilmfestival für die Rolle der Ania in Half Brother (2017). Seitdem wirkte Sehn in einer Reihe von Film- und Fernsehproduktionen mit, was ihr eine Nominierung für den Guldbaggegalan 2022 in der Kategorie Beste weibliche Nebendarstellerin einbrachte.

## Filmografie (Auswahl)
- 2009–2010: Guds tre flickor (Fernsehserie, 4 Folgen)
- 2017: Half Brother (Kurzfilm)
- 2020: Mord im Mittsommer (Morden i Sandhamn, Fernsehserie, 2 Folgen)
- 2020: Einfach Liebe – Onlinedates und Neuanfänge (Älska mig, Fernsehserie, Folge 2x06)
- 2020–2022: Liebe und Anarchie (Kärlek & Anarki, Fernsehserie, 16 Folgen)
- 2021: Menschen in Angst (Folk med ångest, Fernsehserie, Folge 1x01)
- 2021: Sick (Sjukt, Fernsehserie)
- 2021: Das wundersame Weihnachtsfest des Karl-Bertil Jonsson (Sagan om Karl-Bertil Jonssons julafton)
- 2021: Tills solen går upp
- 2022: One minute (Kurzfilm)
- 2022: Stammisar
- 2022: Dogborn
- 2022: Vuxna människor (Fernsehserie, 8 Folgen)
- 2025: Die Åre-Morde (Åremorden, Fernsehserie, 5 Folgen)